# Perdita cephalotes
Perdita cephalotes är en biart som först beskrevs av Cresson 1878.  Perdita cephalotes ingår i släktet Perdita och familjen grävbin. Inga underarter finns listade i Catalogue of Life.